# The Block
The Block was een Vlaamse reality-soap waarin 4 koppels in tien weken en met een bijzonder beperkt budget elk een appartement, loft (seizoen 3 en 6) of duplex (seizoen 4) moesten verbouwen. De verbouwingen mochten alleen gebeuren tussen 17 uur 's avonds en 9 uur 's morgens en in de weekends. Op werkdagen werd de koppels de toegang tot The Block ontzegd.
Al vanaf het eerste seizoen was de presentatie van The Block op VT4 in handen van Hans Otten en Hanne Troonbeeckx.
Aan het eind van de eerste vier seizoenen werden de appartementen publiekelijk verkocht. Potentiële kopers deden een bod onder gesloten enveloppe, waarna ze geopend werden tijdens de laatste uitzending, waarin dan ook onmiddellijk de winnaar bekend werd gemaakt. Die ging naar huis met de geldprijs van €25.000. Elk koppel kreeg daarbovenop ook nog eens de meerwaarde die geboekt was boven op de door de productie voorgestelde richtprijs. De kwaliteit (of het gebrek eraan) zorgde er echter voor dat vele appartementen niet verkocht raakten, en zelfs na jaren nog leegstonden. Ook bij het wedstrijdverloop waren er twijfels.. In het vijfde seizoen werd de formule licht gewijzigd. Niet meer de verkoop van de appartementen maar wel de mening van de deskundige jury en de kijkers bepaalde de winnaar. Via stemmen van de jury en sms'jes van kijkers werd de winnaar gekozen.
De show werd uitgezonden op VT4, tegelijkertijd liep op Net5 een show met dezelfde opzet, Het Blok geheten. Na zes seizoenen kwam er een einde aan het programma op VT4. Er werd nog even gedacht dat het programma in 2011 terug zou keren, maar met de overname van VT4 door Woestijnvis werd het programma definitief geschrapt.

## 2004 (eerste seizoen)
De appartementen bevonden zich in het eerste seizoen aan de Kribbestraat 9 in Antwerpen. De koppels kregen een budget van €35.000 voor de verbouwingen.
De deelnemers:
- Johan en Ellen
- Sven[4] en Sally
- Erwin en Lili
- Koenraad en Veerle

Winnaars van deze eerste editie waren Johan en Ellen. Zij streken de geldprijs op en boekten daarbovenop ook nog een meerwaarde van €10.199 boven op de richtprijs van €205.000. Sven en Sally waren veruit het meest controversiële koppel in The Block Antwerpen en namen in 2005 ook nog deel aan Temptation Island. Erwin en Lili hadden ook hun zoontje Tibo mee tijdens de opnames. Koenraad en Veerle verwachtten tijdens de opnames hun eerste kind (Basil), dat geboren werd één week na de opnames.
Ondanks dat Koenraad en Veerle niet gewonnen hebben, deden ze veel ervaring op in The Block. Na The Block hebben ze besloten om hun eigen interieurzaak te beginnen.
In 2006 (Editie Falconplein) bewoonde Erwin drie dagen The Block (samen met o.a. Tony uit The Block Mechelen en Céline Du Caju) om daar te helpen. Erwin kwam terecht bij het sympathieke koppel Gita en Christophe.

## 2005 (tweede seizoen)
De appartementen zijn deze keer gelegen aan de Augustijnenstraat 9 in Mechelen. Het gebouw is opgenomen in het bouwkundig erfgoed en ligt in een CHE-gebied, een gebied met Culturele, Historische en Esthetische waarde. Ook in dit seizoen kregen de koppels een budget van €35.000 voor de verbouwingen.
De deelnemers:
- Wim en Evelyne (ze gingen er na een paar weken uit, en werden vervangen door John en Nancy)
- Tony en Leentje
- Johan en Patricia
- Jochen en Caroline

Wim en Evelyne stapten na een vijftal weken oververmoeid uit het programma. Oorspronkelijk werd de andere kandidaten gevraagd het andere appartement verder te verbouwen, maar doordat dit niet gebeurde werden John en Nancy op het laatste moment nog in The Block gedropt om het onmogelijke mogelijk te maken: vier kamers (woonkamer, keuken, gang en technische ruimte) helemaal in orde maken. Ondanks dat John en Nancy afgewerkte kamers afleverden werd dit koppel naar het einde toe uitgesloten door de andere koppels. Dit was vooral op de laatste aflevering van dit seizoen te zien.
Winnaars van deze editie waren Johan en Patricia. Zij gingen naar huis met €25.000 en boekten ook nog een meerwaarde van €55.000. Het bod van €240.000 op hun appartement werd door de koper later ingetrokken.
Opvallend was dat Tony en Leentje als enige geen enkel bod kregen. Ook de andere koppels schrokken hiervan, waarop Tony toch nog zei: Ge komt met niks, en ge gaat met niks.

## 2006 (derde seizoen)
Dit was het derde seizoen van The Block. De eerste aflevering van dit seizoen werd op 9 september vertoond.
Dit jaar hadden de makers voor een spraakmakende locatie gekozen: een oude zeepfabriek op het Falconplein 16A in Antwerpen. Deze keer moest men geen appartementen verbouwen, maar lofts. Daarom kregen de koppels ook een budget van €45.000, in plaats van €35.000.
Luc en Myriam gingen verlieten na een paar weken The Block omdat het praktisch onmogelijk voor hen was. Ze hadden wel genoeg ervaring voor bouwwerken, maar konden onmogelijk aan The Block meedoen omdat Luc elke nacht om 3 uur moest opstaan om naar zijn werk te gaan, met oververmoeidheid als gevolg. Luc en Myriam werden vervangen door een ander koppel, namelijk Line en Robyn. Dit nieuwe koppel had geen echte problemen om de rest in te halen omdat Luc en Myriam al vlug uit The Block gingen.
De deelnemers:
- Line en Robyn (De vervangers van Myriam en Luc)
- Gita en Christophe
- Nathalie en Werner
- Dieter en Filip

De winnaars waren Nathalie en Werner. Zij kregen een bod van €260.000, waarmee ze een meerwaarde realiseerden van €55.000. Samen met het extra bedrag dat het winnend koppel kreeg, leverde hen dat €80.000 winst op. Line en Robyn haalden een meerwaarde van €10.000 met een bod van €215.000. Dieter & Filip en Gita & Christophe haalden geen meerwaarde, maar kregen een bod dat €10.000 lager lag dan de opgegeven richtprijs van respectievelijk €210.000 en €220.000. Vooral Dieter en Gita waren erg teleurgesteld. Als troostprijs kregen beide koppels een reis aangeboden.

## 2007 (vierde seizoen)
Het vierde seizoen van The Block werd vanaf 4 september 2007 vertoond op VT4. Voor de vierde editie trok het programma naar Oostende, de grootste stad aan de Vlaamse kust. In een rijtjespand in de Gelijkheidsstraat 5, te midden van een volkse buurt, werden opnieuw 4 panden volledig gerenoveerd. The Block 2007 werd gewonnen door Roland en Martine met een meerwaarde van € 36.000 met een bod van € 228.000, zij gingen naar huis met € 61.000 (+ € 25.000 winnaarsbonus), Roland en Martine gaven € 2.500 aan Alain en Elke omdat ze geen meerwaarde hadden.
De deelnemers:
- Bruno en Danièle (de vervangers van Frank en Debbie, nadat zij noodgedwongen The Block moesten verlaten doordat Frank een verwonding aan zijn schouder opliep)
- Elke en Alain
- Roland en Martine
- Kim en Bjorn

## 2008 (vijfde seizoen)
Het vijfde seizoen van The Block werd uitgezonden vanaf 2 september 2008 op VT4. In de vijfde editie trok The Block naar Hoegaarden. De koppels gingen aan de slag in de brouwtoren van Brouwerij Loriers (Brouwerij Loriersstraat 1A), een pand dat al dertig jaar leeg stond en waar tot 1962 de Hoegaardse Das werd gebrouwen.
- Stijn en Astrid (haalden de 1ste einddatum niet en werden vervangen door Mike en Sandra)
- Cédric en Lien
- Marc en Nadine
- Kim en Kathleen
- Mike en Sandra

Meer dan ooit was er rivaliteit aanwezig. Dit meer tussen de verschillende verdiepingen van de blok dan de koppels onderling. In dit seizoen werd ook voor het eerst een grondregel van The Block overtreden door Marc & Nadine. Ze plaatsen hun eigen keuken uit hun eigen winkel (weerwoord van de kandidaten: een teruggekochte keuken).
Nieuw in dit seizoen was dat de kijkers volledig konden beslissen wie The Block Hoegaarden won door middel van sms of via de website.
Op de derde plaats strandden Mike & Sandra. Op de tweede plaats strandden Kathleen & Kim om dan als uiteindelijke winnaars met de geldprijs te gaan lopen, zijn Cédric & Lien die een geldprijs van € 50.000 kregen en hun Block-auto ter waarde van €30.000.

## 2009 (zesde seizoen)
Het zesde seizoen van The Block werd vanaf 1 september 2009 uitgezonden op VT4. In de zesde editie trekt The Block naar Gent. Het pand (een oude textielfabriek) bevindt zich op een boogscheut van het station Gent-Dampoort (Dendermondsesteenweg 44). Er waren vier lofts verdeeld onder drie koppels en een nieuw samengesteld duo die beiden apart hadden ingeschreven. Dit jaar moesten de koppels het zonder beginbudget doen.
- Hugo en Nadine
- Didier en Sofie
- Jurgen en Cindy (vervingen Pieter en Aleksandra na enkele weken.[6])
- Michel en Ellen

In het begin van het spel was er de kortste tijdslimiet aller tijden in The Block. De kandidaten kregen 24 uur de tijd voor hun toilet.
Tijdens de liveshow werden Didier en Sofie de winnaar en gingen met € 50.000 naar huis. Op de tweede plaats kwamen Hugo en Nadine met € 10.000. Michel en Ellen mochten met € 5.000 naar huis. Na vele discussies tijdens The Block werd dit 60/40 verdeeld. Jurgen en Cindy eindigden tijdens de liveshow pas vierde en kregen normaal geen geld, maar voor het winnen van de laatste kamerprijs (de keuken) kregen ze toch € 5.000.

## Trivia
- Op 11 januari 2009 stierf Sven Caers - een deelnemer van het eerste seizoen - door een verkeersongeluk.
- Het eerste seizoen is tot op heden het enige seizoen dat ook met dezelfde vier koppels eindigde als het begon. Bij alle volgende seizoenen moest er telkens iemand in de loop van het programma worden vervangen, behalve seizoen vijf, dat met vijf koppels startte (één vastgelegde reserve koppel) waarbij het vijfde al snel het vierde koppel verving na het niet halen van een deadline.
- Werfleider Francis Sanchez werd in het tweede seizoen aangesteld als expert, om te zorgen dat de koppels geen blunders meer zouden maken. VT4 zat immers nog met een kater van het vorige seizoen, want de afgeleverde lofts bleken vol ernstige bouwfouten te zitten. Het voorkomen van Francis Sanchez, die met zijn snor deed denken aan een Mexicaanse gangster uit een Spaghettiwestern, én de vaak oververhitte discussies met de koppels wanneer iets opnieuw gedaan moest worden, bleek een waardevol entertainmentgehalte te hebben. Zijn rol zou dan ook groter worden in de volgende seizoenen.